# Dee Dee Warwick
Delia Juanita Warrick (Newark, 25 de setembro de 1942 — Condado de Essex, 18 de outubro de 2008) foi uma cantora de soul norte-americana. Era irmã de Dionne Warwick, sobrinha de Cissy Houston e prima de Whitney Houston.
Formou dupla com a irmã no início da carreira. Dee Dee teve alguns êxitos nas paradas de soul e R&B no final da década de 60 e na década de 70, incluindo "Foolish Fool" e "She Didn't Know (She Kept on Talking)". Foi indicada duas vezes ao Grammy e fez vocais de apoio para Aretha Franklin e Wilson Pickett, entre outros, antes da carreira solo. Nos últimos meses de vida, a cantora sofria diversos problemas de saúde. Morreu aos 66 anos, num asilo no condado de Essex, Estados Unidos ao lado da irmã Dionne.

## Vida pessoal
Mary Jones, uma antiga assistente de Whitney e uma das entrevistadas do documentário Whitney, lançado em maio de 2018, afirma que a cantora teria dito que, enquanto Warwick cuidava da mesma e de seu meio-irmão Gary, devido as viagens para turnês de sua mãe, ambos foram vítima de abuso sexual, mas teriam ficado em silêncio.
Logo depois, em agosto do mesmo ano, Cissy escreveu uma carta conjunta com Dionne, em que alega ter sentido um "choque" e um "horror", obtendo "dificuldade em acreditar que a minha sobrinha molestou dois dos meus três filhos". Ainda afirmou que, se Whitney tivesse realmente sido molestada, "não iria gostar que o mundo inteiro soubesse disso", completando que a ex-funcionária da filha "preferiu trair a confiança da família e espalhar fofocas".

## Singles
Fonte:
- 1963: "You're No Good" (Jubilee) (#117 US)
- 1965: "Do It With All Your Heart" (Blue Rock) (#124 US)
- 1965: "We're Doing Fine" (Blue Rock) (#96 US, #28 R&B)
- 1966: "I Want to Be With You" (Mercury) (#41 US, #9 R&B)
- 1966: "I'm Gonna Make You Love Me" (Mercury) (#88 US, #13 R&B)
- 1967: "When Love Slips Away" (Mercury) (#92 US, #43 R&B)
- 1969: "That's Not Love" (Mercury) (#106 US, #42 R&B)
- 1969: "Ring of Bright Water" (Mercury) (#113 US)
- 1969: "Foolish Fool" (Mercury) (#57 US, #14 R&B)
- 1970: "She Didn't Know (She Kept on Talking)" (Atco) (#70 US, #9 R&B)
- 1970: "Cold Night in Georgia" (Atco) (#44 R&B)
- 1971: "Suspicious Minds" (Atco) (#80 US, #24 R&B)
- 1975: "Get Out of My Life" (Private Stock) (#73 R&B)